# Pterostylis turfosa
Pterostylis turfosa är en orkidéart som beskrevs av Stephan Ladislaus Endlicher. Pterostylis turfosa ingår i släktet Pterostylis och familjen orkidéer. Inga underarter finns listade i Catalogue of Life.

## Bildgalleri

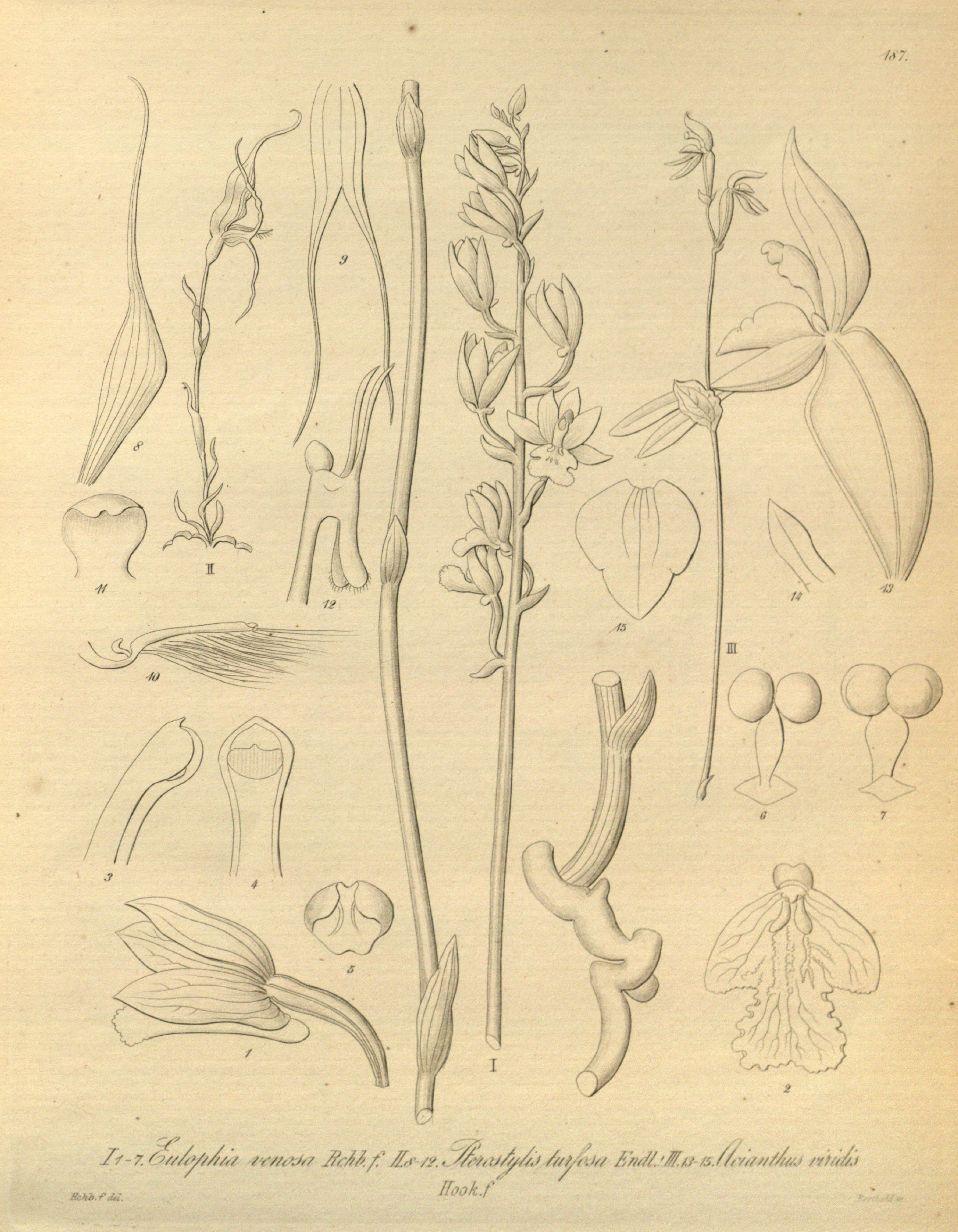